# آسیل‌هیدرازین

یک نمونه ساده از آسیل‌هیدرازین‌ها.

آسیل‌هیدرازین‌ها(به انگلیسی: Acylhydrazine) دسته‌ای از هیدرازین‌ها هستند که ساختار شیمیایی آن‌ها مشابه آمیدها است با این تفاوت که در ساختار آمید به جای عامل هیدروکسیل، یک عامل هیدرازین جایگزین شده است.